# Pepper Building
El Pepper Building es un edificio comercial histórico ubicado en Winston-Salem, en el estado de Carolina del Norte (Estados Unidos). Fue diseñado por el estudio de arquitectura Northup and O'Brien y construido en 1928. Es un edificio de ladrillo de seis pisos con detalles de estilo art déco. Tiene un techo plano, parapeto y elementos decorativos de terracota, como cabezas de leones y pilastras. El edificio originalmente albergaba una tienda por departamentos. Tine 6 pisos y mide 27,74 mmetros de altura. Fue incluido en el Registro Nacional de Lugares Históricos en 2014.
Su futuro está en duda debido a que es necesario demolerlo para desarrollar en su lugar la Torre Civic Plaza.